# Selfie

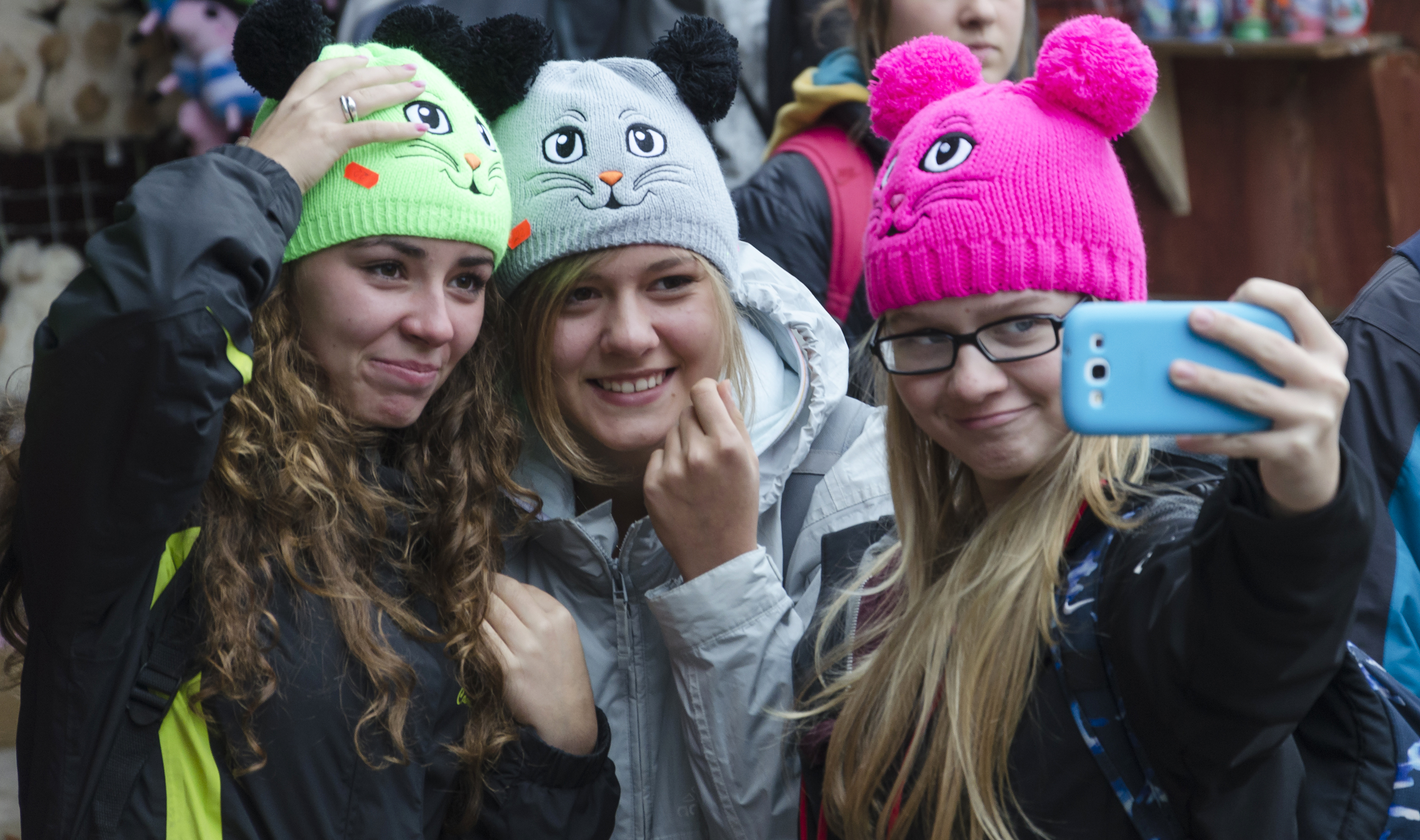
Tre flickor tar en "groupie".

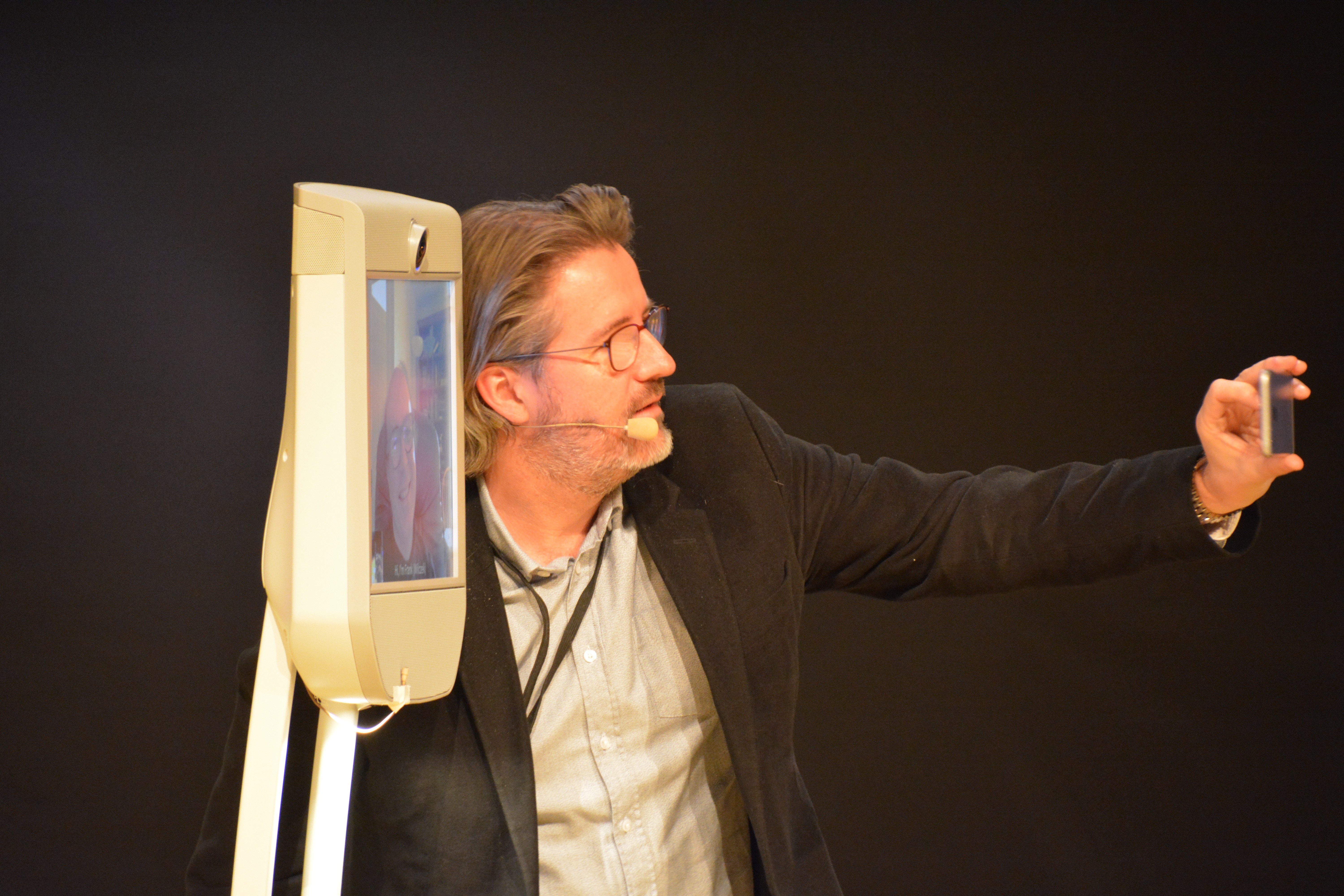
Olafur Eliasson tar en selfie med Nobelpristagaren Frank Wilczek som medverkar på distans.

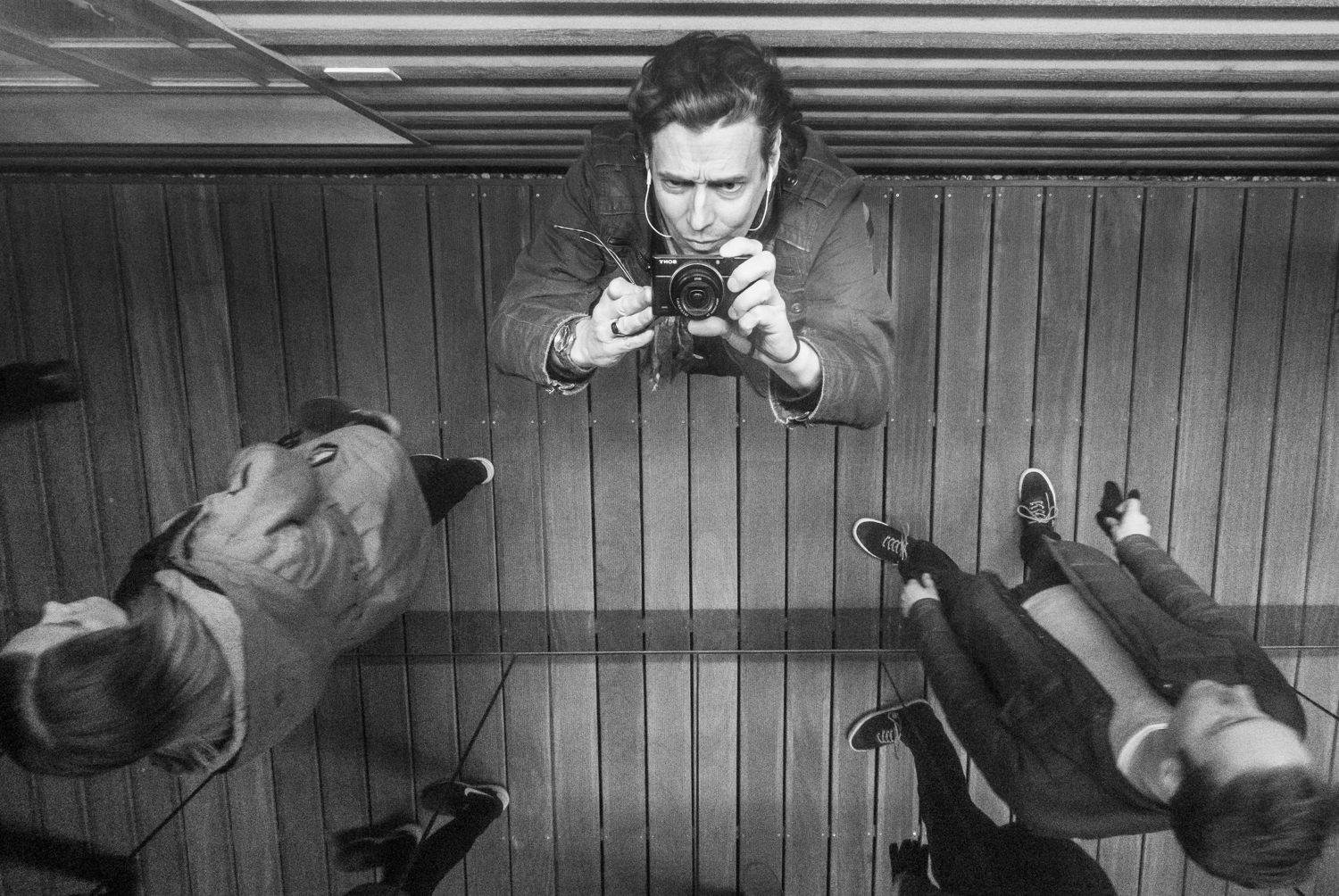
Selfie i en takspegel på Sven-Harrys konstmuseum i Stockholm.

Selfie är ett fotografiskt självporträtt. Ofta är den tagen med en handhållen digitalkamera eller mobiltelefon. En selfie kan publiceras på sociala medier, t.ex. som fotografens profilbild.

## Etymologi
Termen selfie myntades omkring 2005. I augusti 2013 kom termen in i Oxford Dictionaries Online's quarterly update där den definierades som "a photograph that one has taken of oneself, typically one taken with a smartphone or webcam and uploaded to a social media website." 
År 2013 blev "selfie" utsett till årets nyord i svenskan av Språkrådet, och det togs med i 14:e upplagan av Svenska Akademiens ordlista utgiven 2015. Sammansättningen selfiepinne var ett av 2014 års nyord. En synonym till selfie är självis. Med en groupie menas en gruppbild tagen av en av deltagarna  (jämför dock groupie).

## Historia
Möjligheten att fotografera sig själv har funnits lång tid innan termen selfie myntades. I praktiken har det varit möjligt sedan den bärbara kameran Kodak Brownie lanserades år 1900. Ett av de äldsta porträtten, från 1839, är ett självporträtt, även om kameran inte hölls i handen.
Selfier i modern mening är starkt förknippade med sociala nätverk såsom Twitter, Facebook, Instagram, Snapchat och Vine där sådana bilder ofta publiceras. Bilderna tas antingen med kameran hållen på armlängds avstånd eller genom en spegel. Typiskt för en selfie är att de antingen visar 1) fotografen eller 2) fotografen och en eller flera personer (ofta kallade "group selfies").
Enligt författarinnan Kate Losse kom den nya teknik som introducerades genom iPhone 4 år 2010 att tillsammans med system som Instagram få stor betydelse för utvecklingen av den moderna kulturen kring selfier.
Med början 2015 då en lokal kallad 29 Rooms öppnade uppkom selfiemuseer, lokaler med föremål som är avsedda att användas som bakgrund för selfies.

## Definition

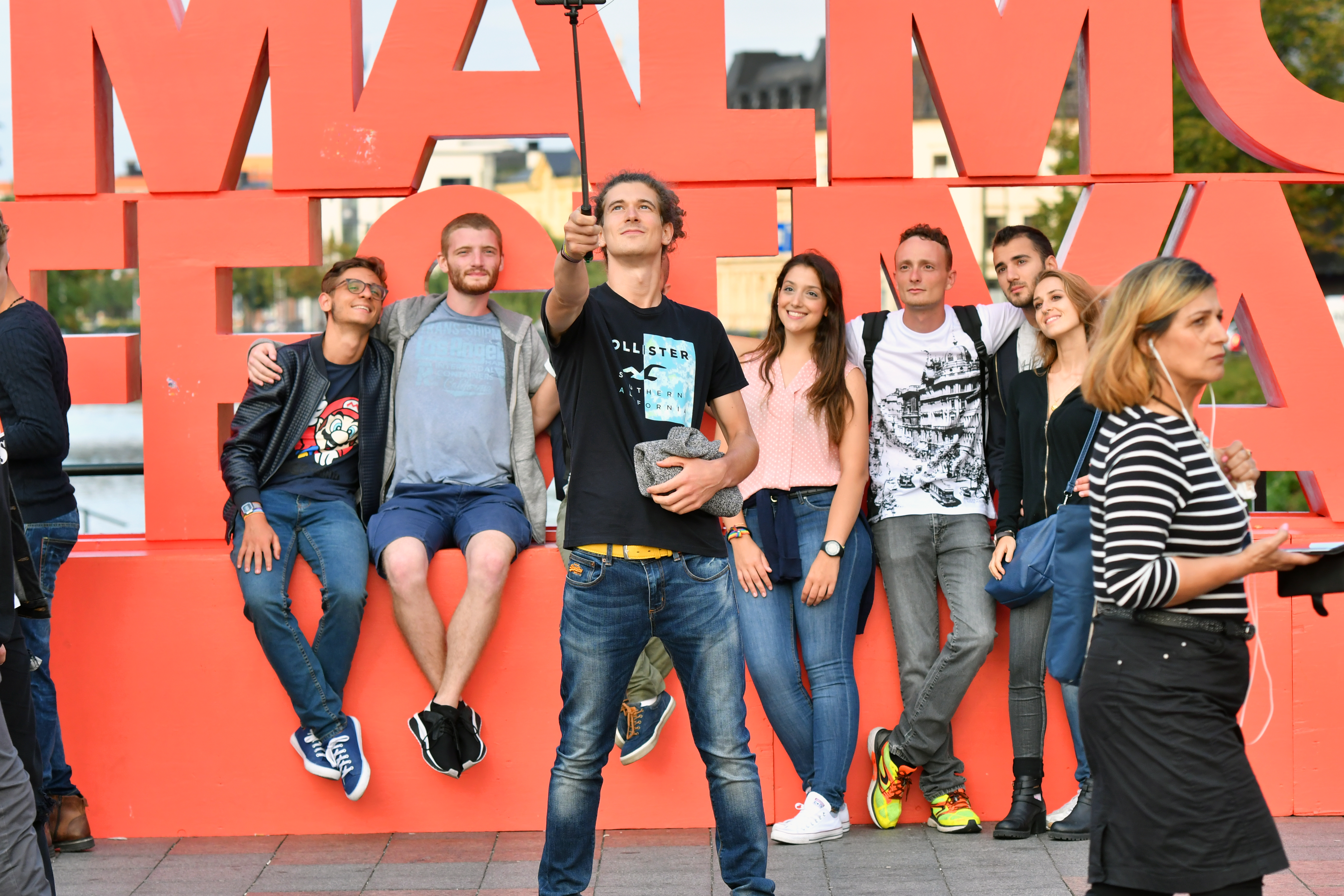
Selfie med selfiepinne..

Den exakta skillnaden mellan selfie och självporträtt är inte helt fastställd, men per definition är selfie ett snävare begrepp än självporträtt. Det vill säga alla selfies är självporträtt, men alla självporträtt behöver inte nödvändigtvis vara en selfie. Det finns olika uppfattningar av vilka kriterier som måste uppfyllas för att en bild ska räknas som en selfie, men en vedertagen uppfattning är dock att selfie är en bild där fotografen har hållit kameran i sin egen hand (eller monterat kameran på en hållare som fotografen hållit i handen). Bilder tagna med kameror som är monterade på stativ och utlöses med självutlösare eller fjärrkontroll kan därmed inte uppfylla kriterierna för att räknas som en selfie, utan i dessa fall handlar det om ett självporträtt.
Ett mer begränsande kriterium som börjat tillämpas, är att en selfie är en bild där fotografen har sett sig själv och kunnat korrigera sitt ansiktsuttryck i samband med fotograferingen. Exempel på fotograferingsmetoder för selfies som uppfyller dessa kriterium är kameror utrustade med en bildskärm som är vänd mot fotografen, eller vid fotografering i en spegel. Gemensamt för dessa fotograferingsmetoder är att den färdiga bilden blir spegelvänd.
En ännu mera snäv definition är att en selfie motsvarar den bild som fotografen själv ser, och inte den bild som en utomstående betraktare ser. För att uppfylla detta kriterium krävs att den färdiga bilden behålls spegelvänd, och om bilden skulle vändas rätt upphör den att vara selfie för att istället övergå till att bli ett vanligt självporträtt.

## Könsroller, sexualitet och integritet
Selfier är påfallande populära bland flickor och unga kvinnor. Sociologen Ben Agger har beskrivit trenden kring selfier som "the male gaze gone viral."
Författaren Andrew Keen har pekat på att medan selfier ofta är menade att ge fotograferna kontroll över hur bilden av dem själva presenteras, så kan det ofta få den motsatta effekten, exempelvis då deras ex-partners senare kan sprida bilder som innehåller inslag av nakenhet eller erotik som hämnd eller för att förnedra tidigare partners.
I en rapport från Statens Medieråd 2014 noteras en könsskillnad i den bild som avsändarna tycks vilja förmedla i sina selfier: "Att göra en "duckface" är att pluta med munnen och göra sig tillgänglig för kameran, och det är en position för tjejer. För killar är idealet ett "stoneface". Då handlar det om att framstå som oberörd och samtidigt handlingskraftig.”

## I modern konst
År 2013 presenterade Museum of Modern Art en utställning kallad Art in Translation: Selfie, The 20/20 Experience, vid vilken besökare fick utnyttja en digitalkamera för att fotografera sig själv i en stor spegel.
Virserums konsthall har arbetat med ett konstprojekt kring selfier, som ställs ut på This is Hultsfred.

## The Global Selfie
Den 22 maj 2014 publicerade NASA en bild av jorden skapad av 36 422 selfier, alla tagna en månad tidigare då NASA gick ut i sociala medier med ett önskemål om att få in selfier från hela världen. Bilder från 113 olika länder skickades in och användes som enskilda pixlar för att bygga upp en bild av jorden baserad på bilder från en finsk satellit tagna den 22 april. Resultatet går att beskåda på NASAS hemsida, där besökaren kan zooma in och ut i bilden och därmed se både enskilda selfier och hela jordklotsmosaiken.

## Exempel på selfier

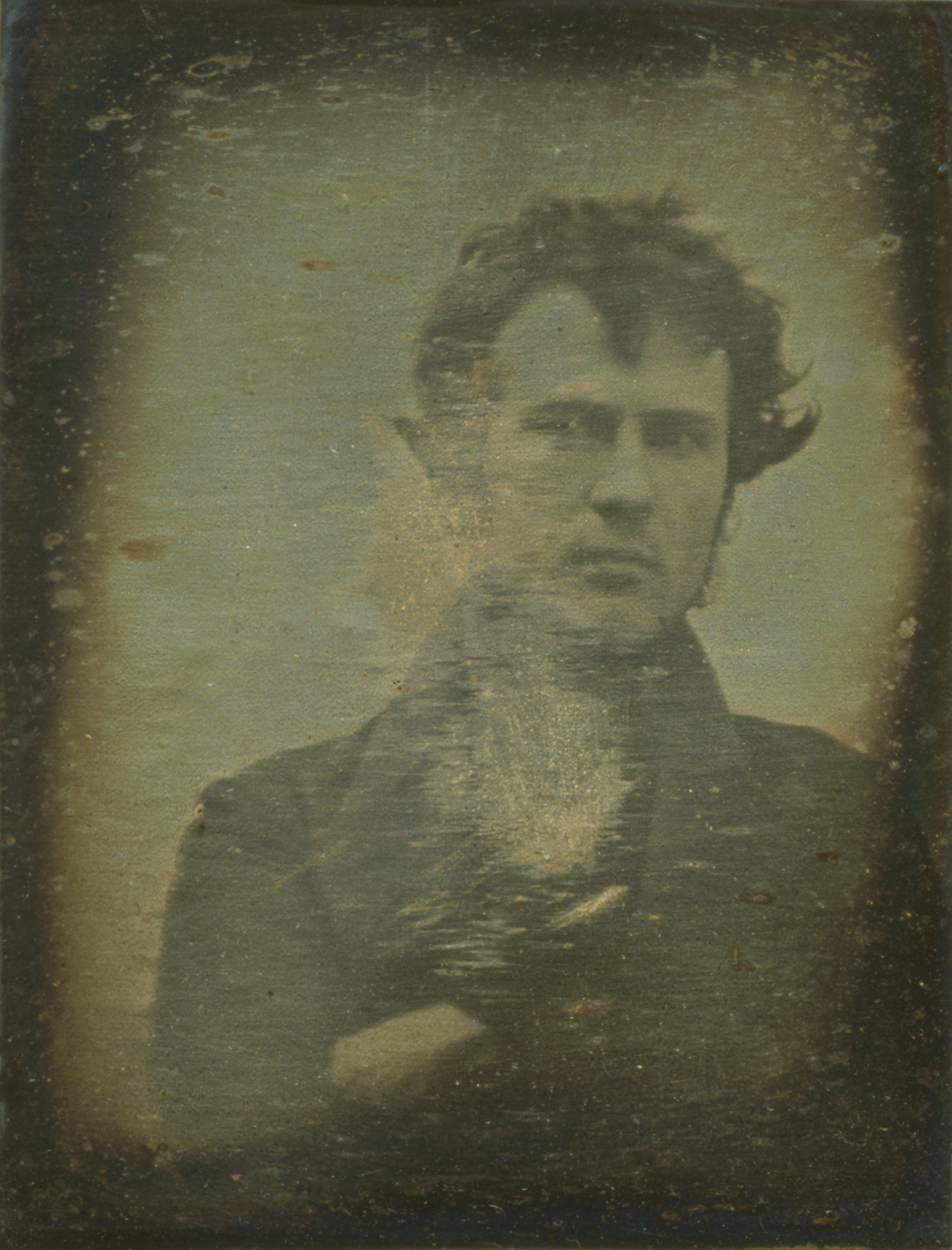
Världens första kända selfie, från 1839.
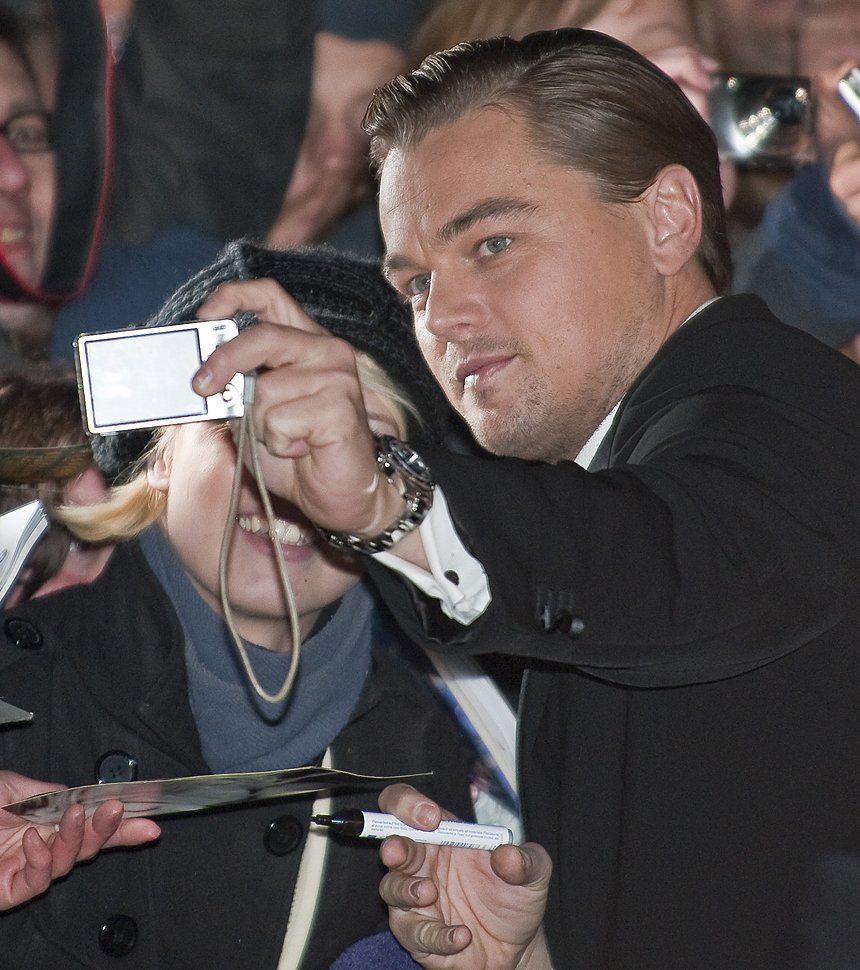
Selfie med Leonardo DiCaprio.
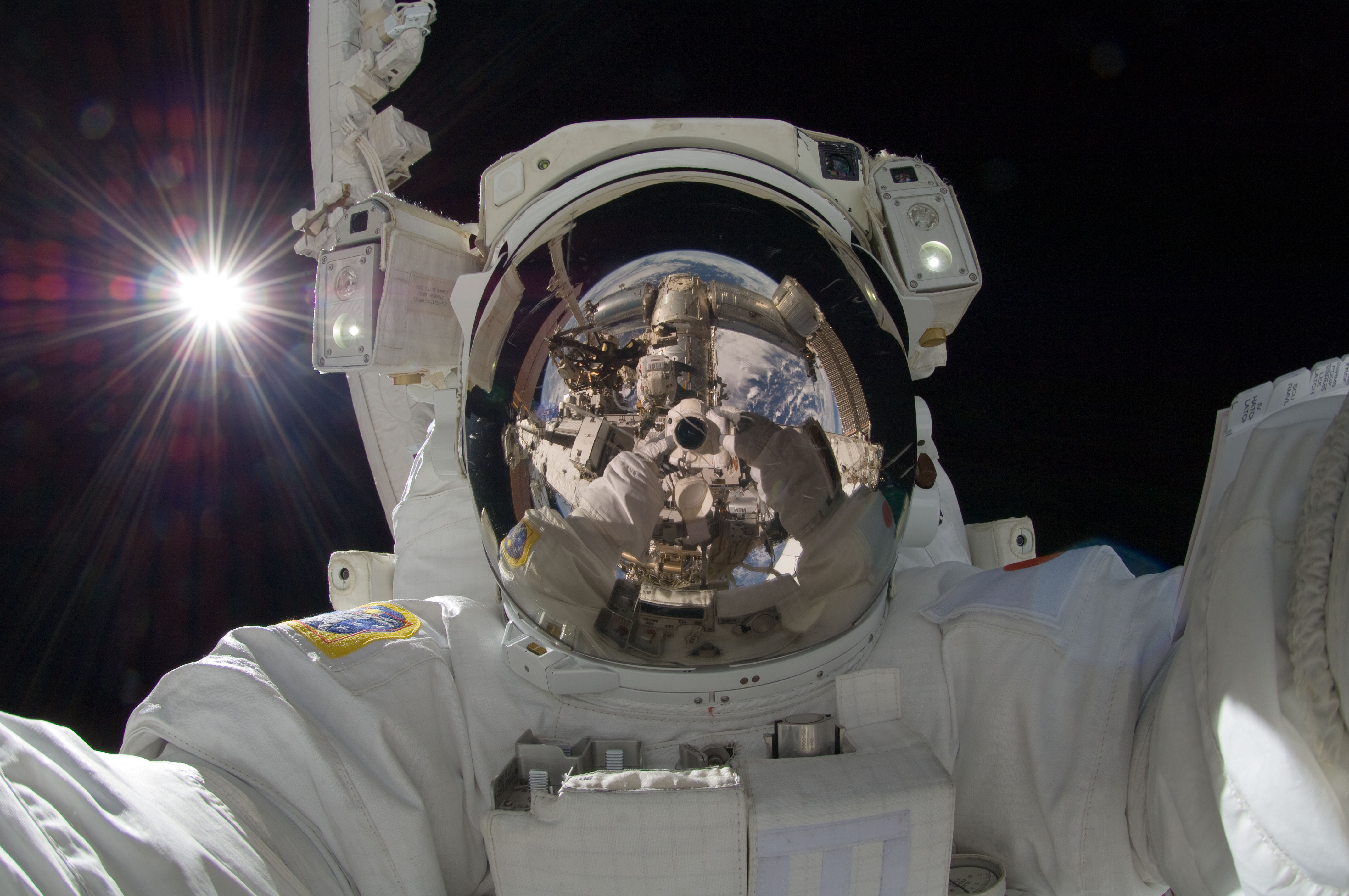
Selfie av astronauten Akihiko Hoshide.
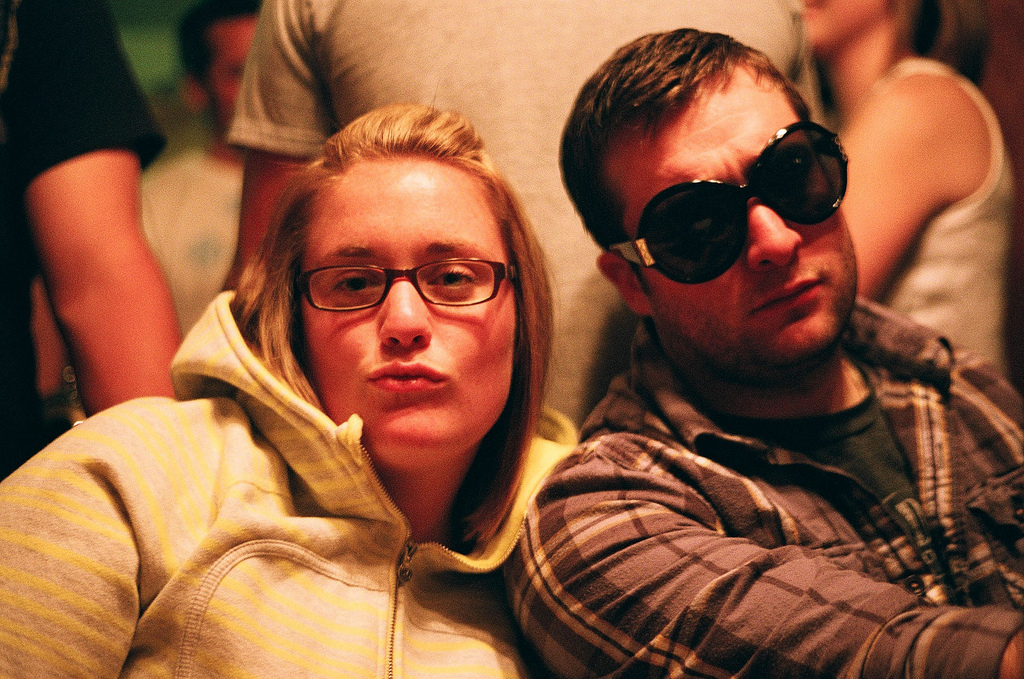
Duckface och stoneface.
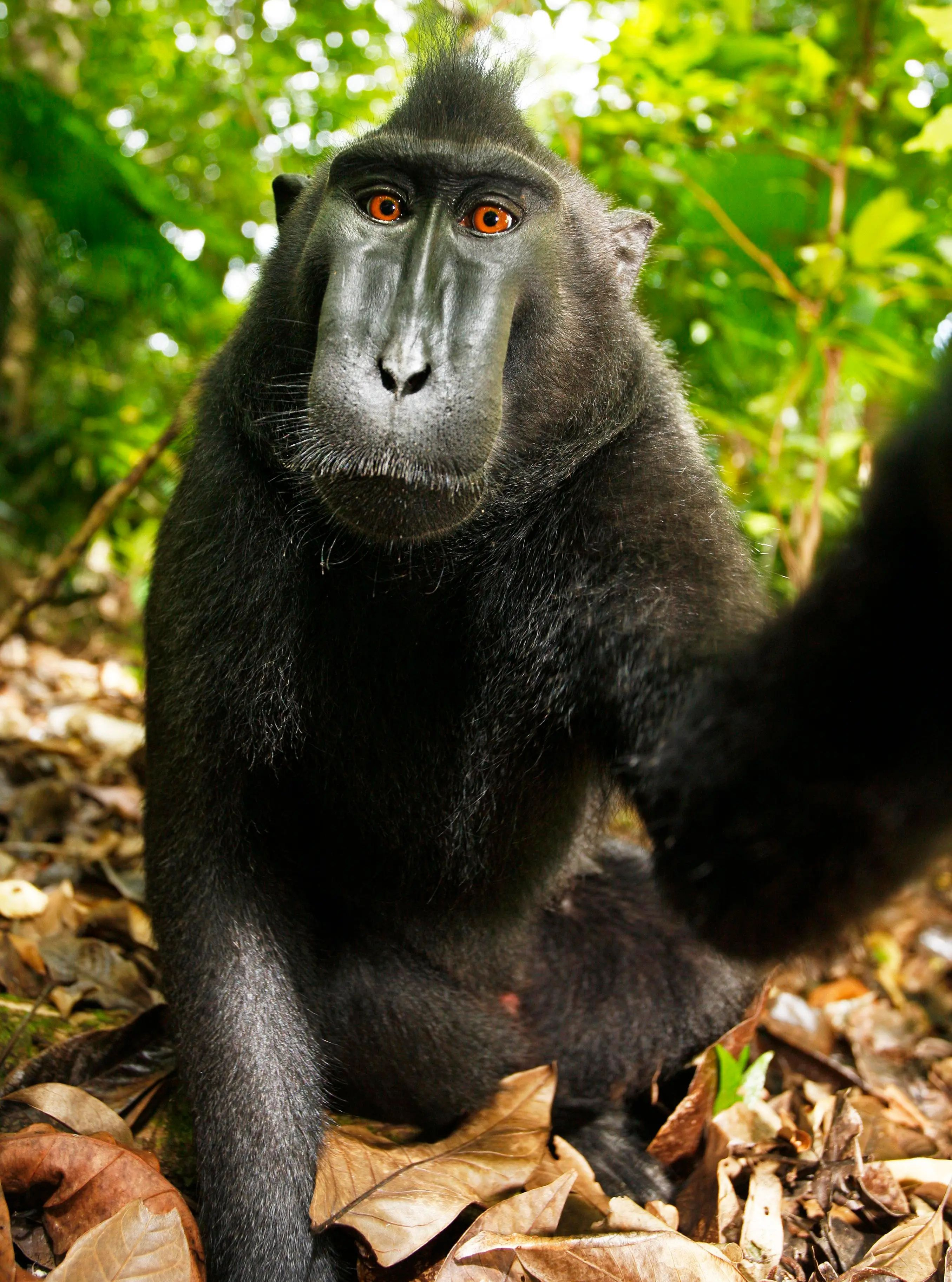
Denna celebesmakak tog en kamera från en fotograf och fotograferade sig själv.
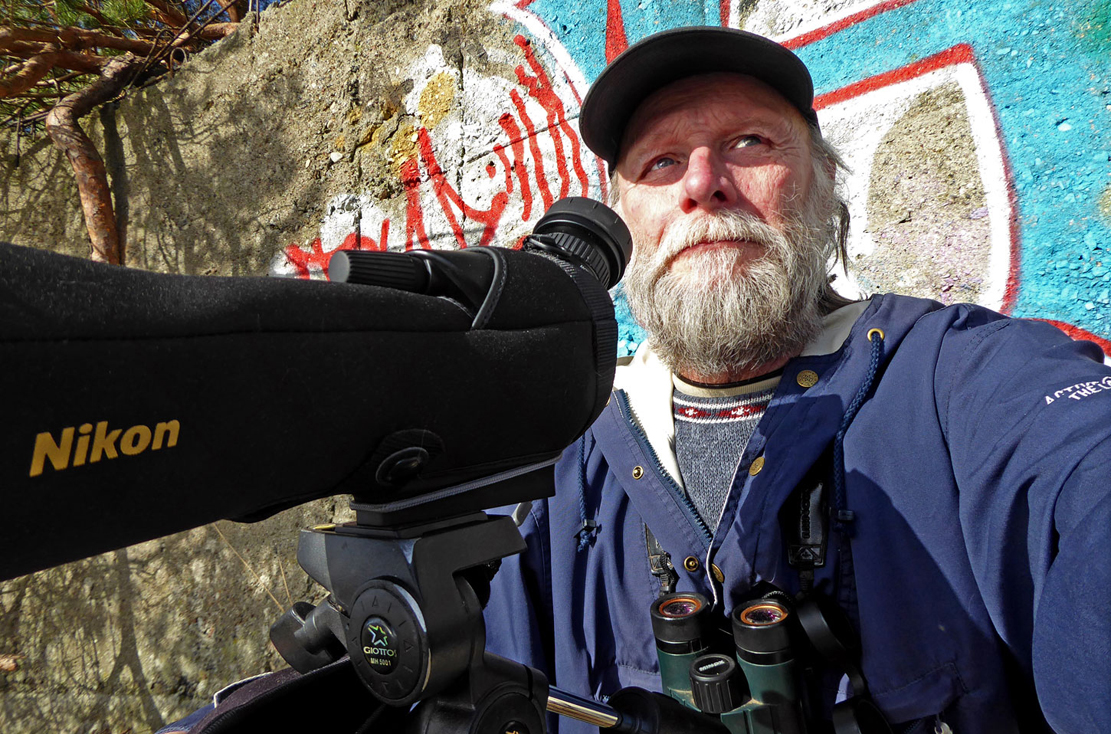
Selfie av en fågelskådare.
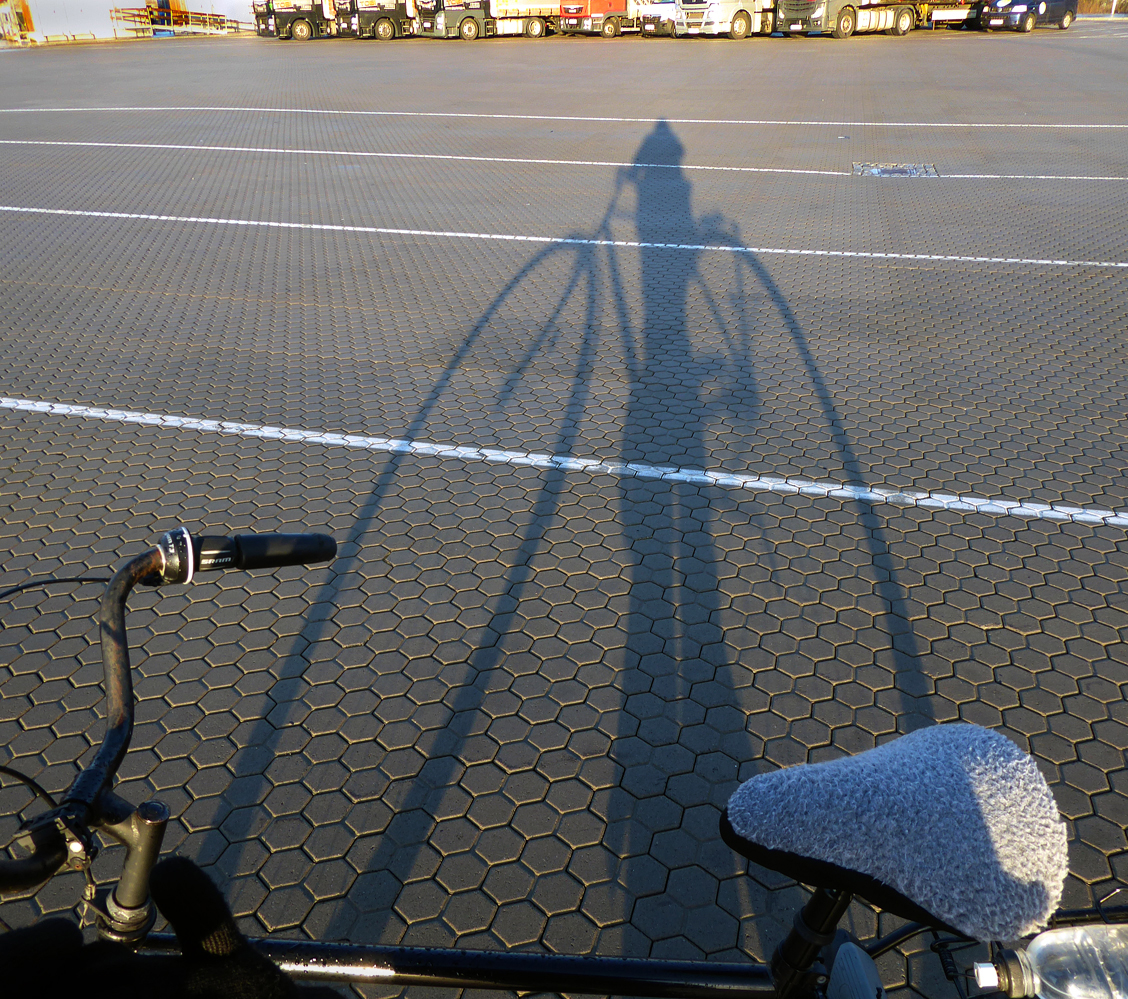
En selfie av fotografens skugga.
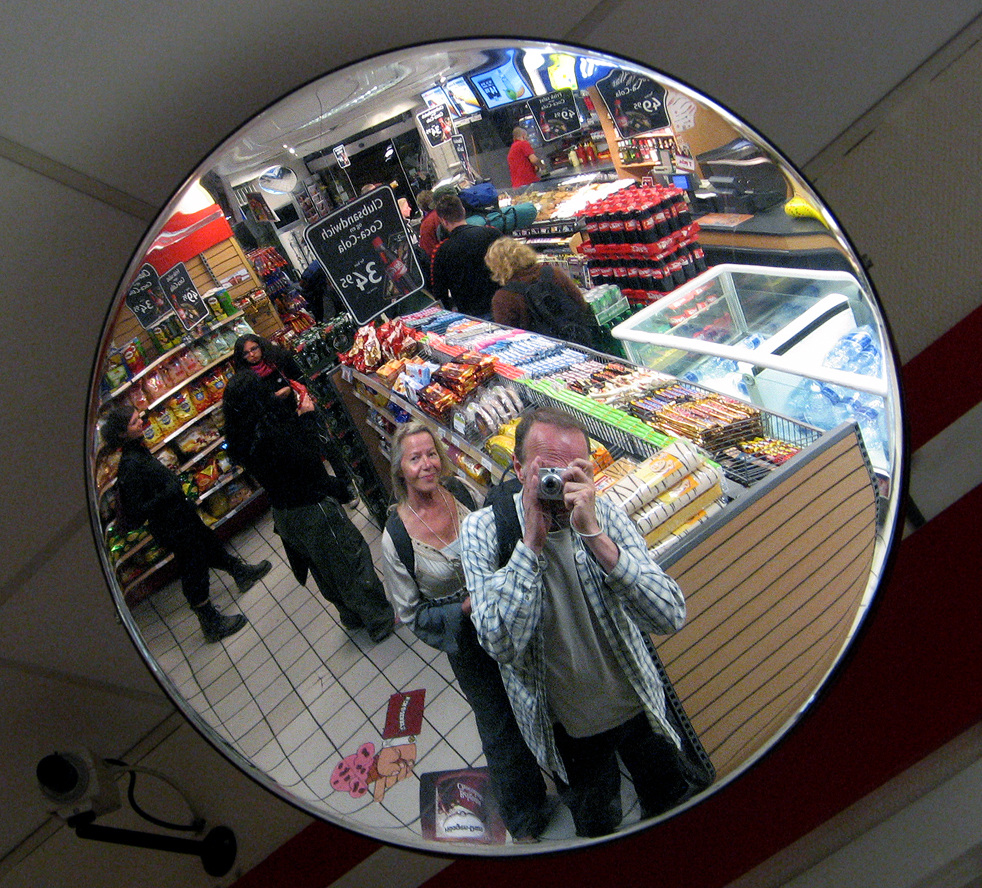
Selfie i en butiks övervakningsspegel.
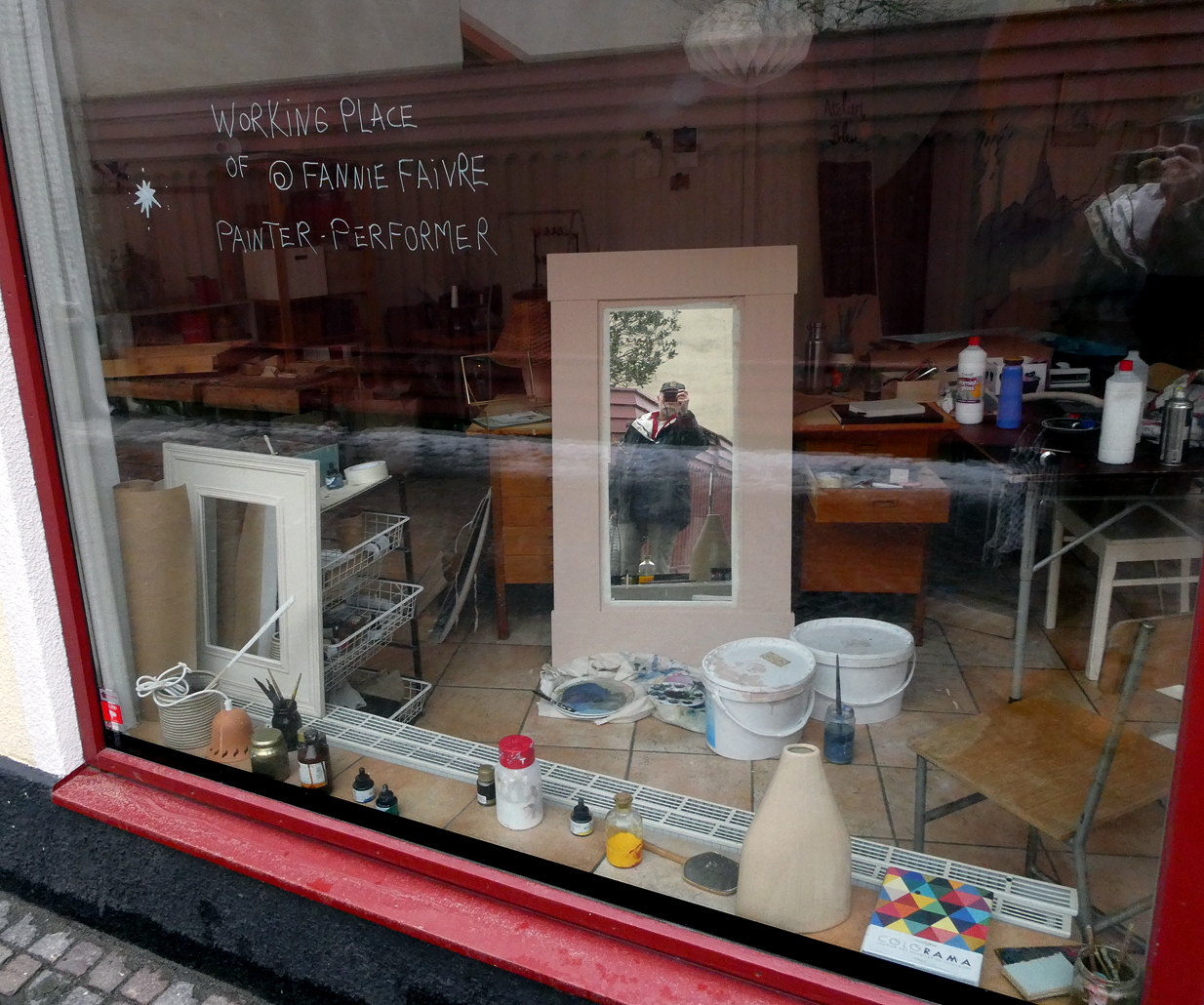
En selfie i ett skyltfönster i centrala Ystad 2021.
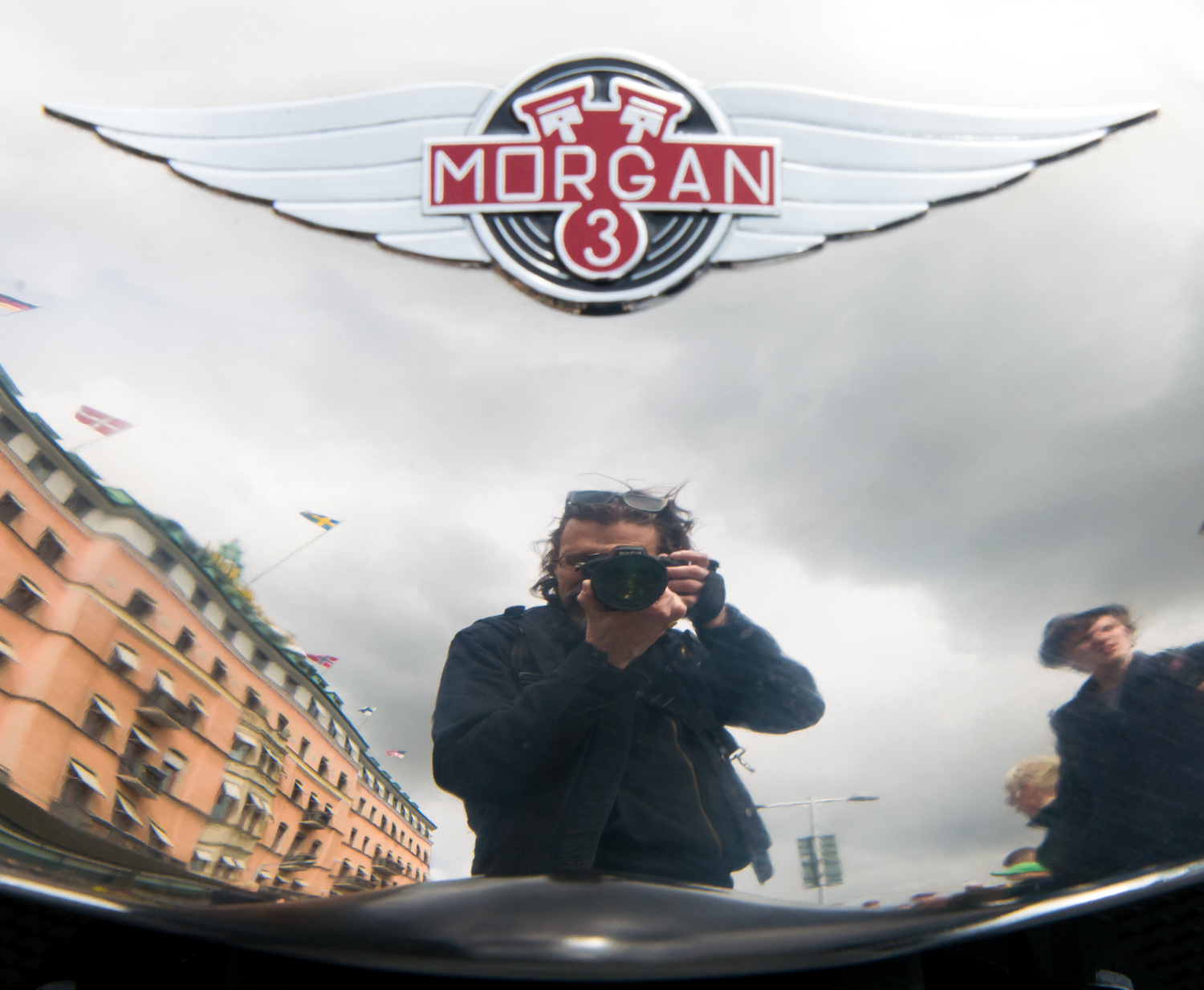
Selfie i en motorhuv.
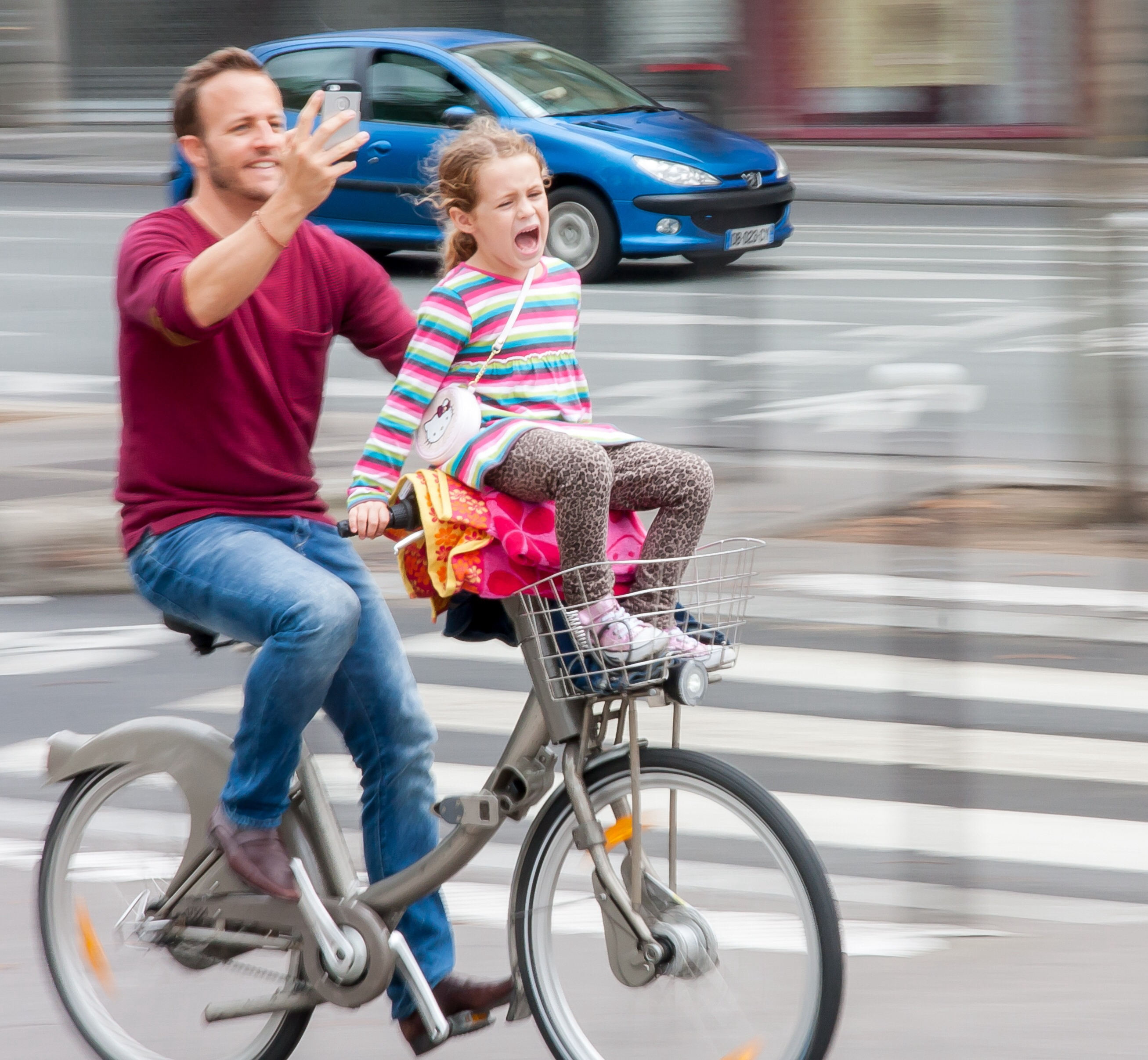
Selfie i Paris 2014.